# Claude Julien (hockey sur glace)
Pour les articles homonymes, voir Julien et Claude Julien.
 (février 2017).
Si vous disposez d'ouvrages ou d'articles de référence ou si vous connaissez des sites web de qualité traitant du thème abordé ici, merci de compléter l'article en donnant les références utiles à sa vérifiabilité et en les liant à la section « Notes et références ».
Claude Julien (né le 23 avril 1960 à Blind River, dans la province de l'Ontario, au Canada) est un joueur canadien de hockey sur glace devenu entraîneur.

## Biographie
Sa carrière de défenseur dans la Ligue nationale de hockey ne dure qu'une saison, alors qu'il joue 14 matchs avec les Nordiques de Québec. Il n'y récolte qu'une mention d'assistance avant d'être rétrogradé dans la Ligue américaine de hockey, où il joue 408 matchs, marquant 40 buts et 206 passes.
Il est davantage connu pour son travail en tant qu'entraîneur. Débutant avec les Olympiques de Hull, dans la Ligue de hockey junior majeur du Québec (LHJMQ), de 1996 à 2000, il gagne 141 parties, en perd 109 pour 16 nuls. Il remporte la Coupe Memorial en 1997.
En 1997, il triomphe avec l'équipe moins de 18 ans au Tournoi des 3 Nations en République tchèque.
En 1999, il obtient la médaille d'argent en tant qu'entraîneur-adjoint au Championnat du monde junior de hockey sur glace et en 2000, il gagne cette fois le bronze, mais en tant qu'entraîneur-chef.
Après Hull, il signe avec les Bulldogs de Hamilton, club-école des Canadiens de Montréal, dans la Ligue américaine de hockey, avec lesquels reste jusqu'en 2003.
Cette année-là, en janvier, il est nommé entraîneur-chef des Canadiens de Montréal qui sont en position de ne pas se qualifier pour les séries éliminatoires. Il succède ainsi à Michel Therrien. Son arrivée n'y change rien et le club termine 10e dans l'association de l'Est, deux places en deçà de la qualification.
Le 14 janvier 2006, le directeur-général Bob Gainey congédie Claude Julien alors que les Canadiens sont en dixième position et décide de prendre les commandes de la formation jusqu'à la fin de la saison, avant de céder sa place à Guy Carbonneau. Le 13 juin 2006, Lou Lamoriello, le directeur-général des Devils du New Jersey, le nomme entraîneur-chef de l'équipe. Il est cependant congédié le 2 avril 2007, une semaine avant la fin de la saison régulière 2006-2007.
Le 21 juin 2007, Julien obtient une autre chance, cette fois avec les Bruins de Boston. Il remplace Dave Lewis congédié quelques jours plus tôt. En 2009, il remporte le trophée Jack-Adams remis au meilleur entraîneur de la LNH. Au terme de la saison 2010-2011, il remporte la Coupe Stanley avec les Bruins. Le 7 février 2017, il est congédié après 9 saisons avec les Bruins alors que ceux-ci sont en passe de rater les séries éliminatoires pour une 3e saison consécutive. Une semaine plus tard, le 14 février 2017, il fait un retour à Montréal en tant qu'entraîneur-chef des Canadiens de Montréal, à la suite du congédiement de Michel Therrien, et signe un contrat de cinq saisons avec l'équipe.
En août 2020, pendant le premier tour des séries éliminatoires, il est hospitalisé d’urgence à la suite d’intenses douleurs à la poitrine et manque le reste de la série contre les Flyers de Philadelphie,. Il sera toutefois de retour en poste pour la saison 2020-2021.
Le 24 février 2021, Claude Julien et son assistant Kirk Muller sont congédiés par l'organisation. Le poste d'entraîneur-chef par intérim est confié à Dominique Ducharme,,.

## Statistiques

### Joueur
| Saison     | Équipe                     | Ligue        |     | Saison régulière | Saison régulière | Saison régulière | Saison régulière | Saison régulière |   | Séries éliminatoires | Séries éliminatoires | Séries éliminatoires | Séries éliminatoires | Séries éliminatoires |
| Saison     | Équipe                     | Ligue        | PJ  | B                | A                | Pts              | Pun              | PJ               | B | A                    | Pts                  | Pun                  |                      |                      |
| 1977-1978  | Generals d'Oshawa          | OHA          | 11  | 0                | 5                | 5                | 14               | -                | - | -                    | -                    | -                    |                      |                      |
| 1978-1979  | Generals d'Oshawa          | OHA          | 5   | 0                | 2                | 2                | 12               | -                | - | -                    | -                    | -                    |                      |                      |
| 1978-1979  | Spitfires de Windsor       | OHA          | 40  | 6                | 20               | 26               | 69               | -                | - | -                    | -                    | -                    |                      |                      |
| 1979-1980  | Spitfires de Windsor       | OHA          | 68  | 14               | 37               | 51               | 148              | -                | - | -                    | -                    | -                    |                      |                      |
| 1980-1981  | Flags de Port Huron        | LIH          | 77  | 15               | 40               | 55               | 153              | 4                | 1 | 1                    | 2                    | 4                    |                      |                      |
| 1980-1981  | Spitfires de Windsor       | LHO          | 3   | 1                | 1                | 2                | 21               | -                | - | -                    | -                    | -                    |                      |                      |
| 1981-1982  | Golden Eagles de Salt Lake | LCH          | 70  | 4                | 18               | 22               | 134              | 5                | 1 | 4                    | 5                    | 0                    |                      |                      |
| 1982-1983  | Golden Eagles de Salt Lake | LCH          | 76  | 14               | 47               | 61               | 176              | 6                | 3 | 3                    | 6                    | 16                   |                      |                      |
| 1983-1984  | Express de Fredericton     | LAH          | 57  | 7                | 22               | 29               | 58               | 7                | 0 | 4                    | 4                    | 6                    |                      |                      |
| 1983-1984  | Admirals de Milwaukee      | LIH          | 5   | 0                | 3                | 3                | 2                | -                | - | -                    | -                    | -                    |                      |                      |
| 1984-1985  | Nordiques de Québec        | LNH          | 1   | 0                | 0                | 0                | 0                | -                | - | -                    | -                    | -                    |                      |                      |
| 1984-1985  | Express de Fredericton     | LAH          | 77  | 6                | 28               | 34               | 97               | 6                | 2 | 4                    | 6                    | 13                   |                      |                      |
| 1985-1986  | Nordiques de Québec        | LNH          | 13  | 0                | 1                | 1                | 25               | -                | - | -                    | -                    | -                    |                      |                      |
| 1985-1986  | Express de Fredericton     | LAH          | 49  | 3                | 18               | 21               | 74               | 6                | 1 | 4                    | 5                    | 19                   |                      |                      |
| 1986-1987  | Express de Fredericton     | LAH          | 17  | 1                | 6                | 7                | 22               | -                | - | -                    | -                    | -                    |                      |                      |
| 1986-1987  | Français volants de Paris  | Nationale 1A | 36  | 15               | 50               | 65               |                  | -                | - | -                    | -                    | -                    |                      |                      |
| 1987-1988  | Skipjacks de Baltimore     | LAH          | 30  | 6                | 14               | 20               | 22               | -                | - | -                    | -                    | -                    |                      |                      |
| 1987-1988  | Express de Fredericton     | LAH          | 35  | 1                | 14               | 15               | 52               | 13               | 1 | 3                    | 4                    | 30                   |                      |                      |
| 1988-1989  | Citadels d'Halifax         | LAH          | 79  | 8                | 52               | 60               | 72               | 4                | 0 | 2                    | 2                    | 4                    |                      |                      |
| 1989-1990  | Citadels d'Halifax         | LAH          | 77  | 6                | 37               | 43               | 65               | 4                | 0 | 1                    | 1                    | 2                    |                      |                      |
| 1990-1991  | Blades de Kansas City      | LIH          | 54  | 7                | 16               | 23               | 43               | -                | - | -                    | -                    | -                    |                      |                      |
| 1991-1992  | Hawks de Moncton           | LAH          | 48  | 2                | 15               | 17               | 10               | 4                | 0 | 1                    | 1                    | 4                    |                      |                      |
| Totaux LAH | Totaux LAH                 | Totaux LAH   | 469 | 40               | 206              | 246              | 472              | 44               | 4 | 19                   | 23                   | 78                   |                      |                      |
| Totaux LCH | Totaux LCH                 | Totaux LCH   | 146 | 18               | 65               | 83               | 310              | 11               | 4 | 7                    | 11                   | 16                   |                      |                      |
| Totaux LIH | Totaux LIH                 | Totaux LIH   | 136 | 22               | 59               | 81               | 198              | 4                | 1 | 1                    | 2                    | 2                    |                      |                      |
| Totaux LNH | Totaux LNH                 | Totaux LNH   | 14  | 0                | 1                | 1                | 25               | -                | - | -                    | -                    | -                    |                      |                      |

### Entraîneur
| Saison    | Équipe                | Ligue |    | PJ | V  | D  | N  | Pr                                     |  | Séries éliminatoires |
| 1996-1997 | Olympiques de Hull    | LHJMQ | 70 | 48 | 19 | 3  | 0  | Champions                              |  |                      |
| 2000-2001 | Bulldogs de Hamilton  | LAH   | 80 | 28 | 41 | 6  | 5  | Non qualifiés                          |  |                      |
| 2001-2002 | Bulldogs de Hamilton  | LAH   | 80 | 37 | 30 | 10 | 3  | Éliminés au 3e tour                    |  |                      |
| 2002-2003 | Bulldogs de Hamilton  | LAH   | 45 | 33 | 6  | 3  | 3  | (Engagé par les Canadiens de Montréal) |  |                      |
| 2002-2003 | Canadiens de Montréal | LNH   | 36 | 12 | 16 | 4  | 4  | Non qualifiés                          |  |                      |
| 2003-2004 | Canadiens de Montréal | LNH   | 82 | 41 | 30 | 7  | 4  | Éliminés au 2e tour                    |  |                      |
| 2005-2006 | Canadiens de Montréal | LNH   | 41 | 19 | 16 | 6  | 0  | Congédié en cours de saison            |  |                      |
| 2006-2007 | Devils du New Jersey  | LNH   | 79 | 47 | 24 | 0  | 8  | Éliminés au 2e tour                    |  |                      |
| 2007-2008 | Bruins de Boston      | LNH   | 82 | 41 | 29 | 0  | 12 | Éliminés au 1er tour                   |  |                      |
| 2008-2009 | Bruins de Boston      | LNH   | 82 | 53 | 19 | 0  | 10 | Éliminés au 2e tour                    |  |                      |
| 2009-2010 | Bruins de Boston      | LNH   | 82 | 39 | 30 | 0  | 13 | Éliminés au 2e tour                    |  |                      |
| 2010-2011 | Bruins de Boston      | LNH   | 82 | 46 | 25 | 0  | 11 | Champions                              |  |                      |
| 2011-2012 | Bruins de Boston      | LNH   | 82 | 49 | 29 | 0  | 4  | Éliminés au 1er tour                   |  |                      |
| 2012-2013 | Bruins de Boston      | LNH   | 48 | 28 | 14 | 0  | 6  | Finalistes                             |  |                      |
| 2013-2014 | Bruins de Boston      | LNH   | 82 | 54 | 19 | 0  | 9  | Éliminés au 2e tour                    |  |                      |
| 2014-2015 | Bruins de Boston      | LNH   | 82 | 41 | 27 | 0  | 14 | Non qualifiés                          |  |                      |
| 2015-2016 | Bruins de Boston      | LNH   | 82 | 42 | 31 | 0  | 9  | Non qualifiés                          |  |                      |
| 2016-2017 | Bruins de Boston      | LNH   | 55 | 26 | 23 | 0  | 6  | Congédié en cours de saison            |  |                      |
| 2016-2017 | Canadiens de Montréal | LNH   | 24 | 16 | 7  | 0  | 1  | Éliminés au 1er tour                   |  |                      |
| 2017-2018 | Canadiens de Montréal | LNH   | 82 | 29 | 40 | 0  | 13 | Non qualifiés                          |  |                      |
| 2018-2019 | Canadiens de Montréal | LNH   | 82 | 44 | 30 | 0  | 8  | Non qualifiés                          |  |                      |
| 2019-2020 | Canadiens de Montréal | LNH   | 71 | 31 | 31 | 0  | 9  | Éliminés au tour 2e tour               |  |                      |
| 2020-2021 | Canadiens de Montréal | LNH   | 18 | 9  | 5  | 0  | 4  | Congédié en cours de saison            |  |                      |

## Récompenses
- Ligue américaine de hockey
  - 2003 : récipiendaire du trophée Louis-A.-R.-Pieri
- Ligue nationale de hockey
  - 2009 : récipiendaire du trophée Jack-Adams
  - 2011 : Coupe Stanley

## Vie privée
Il a trois enfants avec sa conjointe, Kateryn.